# Теравський Володимир Васильович
Володимир Васильович Теравський (Тяравський, біл. Уладзімір Васілевіч Тэраўскі, біл. тарашк. Уладзімер Васілевіч Тэраўскі, (11 (23) листопада 1871, містечко Романово Слуцького повіту Мінської губернії, нині с. Леніно Слуцького району Мінської області — 10 листопада 1938, Мінськ, в'язниця НКВС) — білоруський диригент, композитор, фольклорист, церковнослужитель. Завоював величезну популярність, деякі його твори вважаються народними. Музична творчість та громадська діяльність Володимира Теравського пробуджували національну самосвідомість білорусів, його ідейна спадщина стала фундаментом ідеології білоруського національно-визвольного руху початку XX століття.

## Сім'я
Був молодшим сином у родині священика Василя Теравського. Отець Василь закінчив Мінську духовну семінарію, висвячений в сан ієрея. До 1889 настоятель Георгіївського храму в містечку Романово. Нагороджений скуфією, наперсним хрестом (1881), камилавкою (до 1886). Батько Володимира Теравського керував церковним хором.
Сестра В. В. Теравського, Ольга, була дружиною письменника Дмитра Гавриловича Булгаковського.

## Біографія

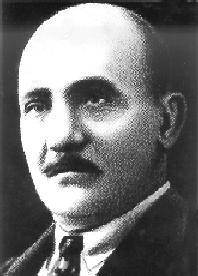

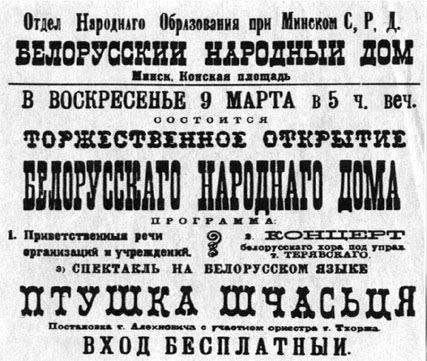
Програма відкриття Білоруського народного дому 9 березня 1919 року. У програмі вказаний концерт хору під керівництвом «т. Терявскаго» — Володимира Теравського

1889 року закінчив Слуцьке духовне училище. Навчався у Мінській єпархіальній семінарії. У 1892—1895 служив в армії. Після демобілізації з 1895 р. працював державним контролером Лібаво-Роменської залізниці. З 1897 року працював на Уральських заводах графа Строганова, служив регентом, вчителем у Пермській губернії. Знаходячися на Уралі, керував аматорськими робочими хорами на Білімбаевському і Шайтанському залізничних заводах і співав у хорі Д. Агренєва-Слов'янського. У репертуар хору входили і білоруські народні пісні.
З 1900 року був співробітником Мінського відділення державного банку. З 1901 — канцелярський чиновник 2-го розряду Мінської контрольної палати, одночасно вчитель співу та гімнастики Губернського піклування дитячих притулків. 1904 року єпископ Михаїл (Темнорусов) призначий його псаломщиком Мінського Петро-Павлівського кафедрального собору. Одночасно — помічник регента Мінського архієрейського хору. Потім псаломщик церкви святої Марії Магдалини на вул. Сторожовского, вчитель співу 3-го Мінського парафіяльного училища. Був членом Білоруської асоціації творців художніх творів.
У липні 1914 року створив один з перших білоруських хорових колективів — Мінський білоруський хор, який в 1917 увійшов до складу Першого Білоруського товариства драми і комедії, концертував з ним по республіці, брав участь в драматичних спектаклях. Значну частину репертуару хору становили білоруські народні пісні. Очолював музичну частину Першого Білоруського товариства драми і комедії. Також співпрацював з художньою трупою «Білоруський Народний Театр» під керівництвом Ф. Алехновича.
Займаючись з молоддю в хорі, Володимир Теравський намагався зробити з хористів національно свідомих людей. Хор Теравського мав величезний вплив і на білоруське суспільство, і на процес білорущини.
Події 1917 року, окупації, активна національна робота — все це потрясло життя Мінську. Як пише Кіпель, чималу активність у цей період проявляли в Мінську і різні секти, що почали орудувати після революції. Особливу увагу звернули сектанти на білоруську молодь. Вони запрошували молодих людей на свої збори, відкривали безкоштовні їдальні (а час тоді був важкий, голодний), мітингували. У більшості цих сект панували проросійські настрої, і тому вони виступали проти білоруського визвольного руху.
Теравський брав участь в організації культурно-просвітнього оточення при «Білоруській хатці». Виступав перед делегатами з'їзду білоруських партій та організацій в липні 1917 року. Восени 1919 року на запрошення В. Ігнатовського, ректора Мінського педагогічного інституту, працював викладачем.
У 1918—1919 роках керував хоровою капелою в Білоруському радянському театрі, входив до складу Товариства працівників білоруського мистецтва. Влітку 1920 року заарештований польськими окупаційними властями в Осиповичах за виконання пісень «Близько хатинки» і «Панам ми пісні не співаємо» (під час обшуку при ньому було знайдено револьвер). Після утворення Білоруського державного театру (БДТ) в Мінську був призначений його головним хормейстером.
У 1919—1920 рр. — член Тимчасового білоруського національного комітету в Мінську. Працював лектором на вчительських курсах. В цей же час, на пропозицію Білоруської військової комісії, розпочав роботу зі складання пісенника для білоруської армії. Пісенник був підготовлений до літа 1920 р., але окремою книгою вийшов тільки в 1921 р. («Білоруський пісенник з нотами на три голоси згідно народних мелодій»). Наступна книга — «Білоруський лірник» — була видана З. Жилуновичем в Берліні в 1922 р. Через 4 роки в Мінську вийшов ще один пісенник для курсантів Об'єднаної білоруської військової школи («Вайсковы зборнік», 1926 рік).

## Арешт
Володимир Теравський був заарештований 3 вересня 1921 року з дружиною Надією Прохорівною. Проходив по одній справі з артистами Всеволодом Фальским, Володимиром Кубарем і його дружиною Надією Кубар, завідувачем дезінфекційної відділу наркомату охорони здоров'я Семеном Волочковічем, старшим механіком Мінського телеграфу Герасимом Романчиком, телеграфістом Михайлом Бакуном та Ганною Бруєвич, медсестрою Мінського госпіталю Сінкліцикією Молчановою. За постановою колегії ОГПУ СРСР від 23 вересня 1921 В. Кубар і Г. Бруєвич засуджені до ВМП. 19 жовтня 1921 року були розстріляні М. Бакун, С. Волочковіче, Н. Кубар, С. Молчанова. Г. Романчик засуджений до 2 років ППК. В. Теравський і В. Фальський засуджені як «недоносчики» до ВМП (замінена на 5 років ППК) і етаповані в Смоленський виправний будинок. Дружину В. Теравського засудили до року ув'язнення в Мінському трудовому таборі. Після звільнення 24 травня 1923 року Теравський керував хоровими колективами БДУ, МБПТ, союзу поштовиків-телеграфістів.
Брав участь у роботі музичної секції Інбілкульта. У 1930 року був розформований хор Теравського при Білоруському державному університеті, а в 1931 році він звільнений з роботи в БДТ-1 і звинувачений у націонал-демократизму. Служив псаломщиком в церкві св. Марії Магдалини. Мав важке матеріальне становище. До 1933 року служив у Переспенській церкві. Регент церковного хору Миколаївського собору в Мінську. Знову заарештований 17 серпня 1938 року в Мінську за адресою: вул. Стрижевська, буд. 74, кв. 4. Був засуджений 1 листопада 1938 року трійкою НКВС як «агент польської розвідки» до ВМП. Розстріляний 10 листопада 1938 року.
У першій справі (групова № 20479-с; зберігається з фотографіями в архіві КДБ Білорусі) реабілітований прокуратурою БВО 6.8.1996, по другій (№ 10927-с; зберігається в архіві КДБ Білорусі) трибуналом БВО 1.10.1957.

## Творчість
Виявив великі музичні здібності в дитячі роки.
Створив музику до спектаклів БДТ-1 «Безвинна кров» В. Голубка (1918), «Коваль-воєвода» (1925), «Машека», «Костусь Калиновський» Є. Мировича та ін, засновану на широкому використанні білоруського фольклору. Найбільш відомою стала музика до вистави «На Купалля» Міхася Чарота (1921 р.). Написав пісні та романси на слова Я. Купали, Я. Коласа, З. Бядулі, М. Чарота та ін. Записував і гармонізував народні пісні, частину яких опубліковано у збірниках «Білоруський пісенник з нотами на три голоси згідно народних мелодій» (1921 р.), «Білоруський лірник» (1922 р.), «Військовий збірник» (1926 р.).
Теравський — автор гімну «Марш вояків» («Ми вийдемо щільними рядами»…), гімну «Білоруська Марсельєза» (на вірші Олександра Микульчика «Споковіку ми спали…»).
Теравський написав музику до пісні «Купалинка», яку багато хто вважає народною, вона є фрагментом музичного супроводу вистави «На Купалля». Також є думка, що він є автором музики до пісні «Галасливі берези» на слова Я. Купали.
Цікаво, що під час виступів В. Теравський мав звичку інколи диригувати пальцями, повернувшись до хору спиною. Теравський був округлий і бритоголовий, досить великий. Він любив одягатися в тон всьому хору по-народному: біла білоруська свита, під нею вишита сорочка з домотканим поясом.

## Оцінки і значення творчості
В. Теравський стояв біля джерел створення національної опери і національної музичної школи. Тільки спектакль «На Купалу» витримав у 1920-ті роки 432 вистави.
З. Бядуля у своїй статті «Штрихи про білоруську культуру» зазначав, що «хором Теравського могла б пишатися будь-яка нація, більш культурна за нашу», і називав Володимира Теравського художником-самородком.
Я. Кіпель писав, що займаючись з молоддю в хорі, В. Теравський намагався робити з хористів національно свідомих людей. Хор Теравского мав величезний вплив і на білоруське суспільство, і на розвиток білоруської культури.
Працюючи диригентом і композитором, В. Теравський мав зв'язки з білоруським національним рухом. Під час відкриття Першого Загальнобілоруського з'їзду в грудні 1917 року хор під його керівництвом виконав три білоруські пісні: Білоруську Марсельєзу, «А хто там йде» і «Кров нашу ллють давно вже кати». Всі три пісні були прийняті оваціями. Пісня «Ми вийдемо щільними рядами» стала гімном БНР.
У хорі В. Теравського співали Олеся та Андрій Александрович, дружина Я. Кіпеля Марія, Міхась Чарот, творець гімну Республіки Білорусь Н. Соколовський та інші. У вірші «Жертвую білоруському хору Теравського» (1919) Міхась Чарот з щирим потрясінням закликав співати «рідну красиву пісню» і будити край свій від важкого сну.